# 武野功雄
武野 功雄（たけの いさお、1963年〈昭和38年〉11月17日 - ）は、日本の俳優。埼玉県出身。松竹エンタテインメント所属。血液型B型。身長175cm。

## 略歴
劇男一世風靡に所属、一世風靡セピアのメンバーとしてデビュー。
セピア在籍中に『欽ドン!』のオーディションに合格。先生3人組（良い先生 悪い先生 普通の先生）の悪い先生・悪川先生を演じ、人気となる。
1985年4月にセピアを『卒団』（中途退団）する。理由は「東京の水は合わない。埼玉で頭丸めてそば屋をやる」と本業のそば屋店主に専念したいとのことであった。ただし劇男一世風靡の活動は継続し、解散後も個性派俳優として活動している。

## 人物
- 元々は俳優を目指して勝新太郎が主催する俳優養成所勝アカデミーに入所していたが、同所が閉鎖となり、そこで知り合った俳優仲間からの誘いで劇男零心会に参加した[1]。
- 同じく一世風靡セピアのメンバーであった柳葉敏郎らが在籍していた融合事務所に一時期所属していた。
- 三沢光晴、天龍源一郎など全日本プロレス出身レスラーと交友関係がある[注釈 2]。
- 幼少期は萩本欽一の番組や男はつらいよシリーズ、ゴジラシリーズなどを観て育ったため、それら憧れていた番組や映画に一通り出演できたことはありがたいと述べている[1]。
- 『ゴジラvsビオランテ』（1989年）で共演した高嶋政伸を当初は兄の高嶋政宏と誤認しており、政伸から挨拶された時に戸惑ったという[1]。その後、政宏とは『ゴジラvsメカゴジラ』（1993年）で共演しており、ゴジラ映画では髙嶋兄弟と縁があったと述べている[1]。

## 出演

### テレビドラマ
- 火曜サスペンス劇場（日本テレビ）
  - 愛しき妻よさらば（1983年）
  - だます女だまされる女4（2002年4月） - 矢野卓
- 野望の国（1989年、日本テレビ） - 品川弥二郎 役
- 世にも奇妙な物語 （フジテレビ）
  - 「時のないホテル」（1990年）
  - 「もう酒ヤ・メ・タ！」（1991年）
- ザ・刑事 第11話（1990年6月24日、テレビ朝日） - 相田 役
- 東京ラブストーリー 第5話（1991年、フジテレビ） - ケーキ屋 役
- 七人の女弁護士 第1シリーズ 第4話（1991年2月14日、テレビ朝日）
- ひとつ屋根の下 （1993年4月26日『兄チャンと妹の涙』、フジテレビ）  - キャバクラスタッフ 役
- テキ屋の信ちゃん3 おふくろ慕情編（1993年9月、TBS）
- 大忠臣蔵（1994年、TBS） - 三村次郎左衛門 役
- とっても母娘（1995年、TBS）
- 刑事追う! 第6話（1996年、テレビ東京）
- ビーチボーイズ（1997年7月 - 9月、フジテレビ）
- 踊る大捜査線　（フジテレビ）
  - 第1シーズン 第11話（1997年）
  - 踊る大捜査線 歳末特別警戒スペシャル（1997年）
  - 踊る大捜査線 秋の犯罪撲滅スペシャル（1998年）
- GTO FINALGREAT（1998年9月、フジテレビ）
- 幸せづくり（1999年）
- 相棒 〜警視庁ふたりだけの特命係（2000年、テレビ朝日） - 阿部貴三郎 役
- 税務調査官・窓際太郎の事件簿 #4（2000年）
- 女と愛とミステリー（テレビ東京）
  - 信濃のコロンボ事件ファイル1（2001年11月） - 工藤 役
  - 京女刑事・真行寺メイ1（2003年6月） - 八雲弘之 役
- ホーム&アウェイ（2002年、フジテレビ）
- 月曜ミステリー劇場・名探偵キャサリン12（2002年11月、TBS） - 香川久 役
- 新春ドラマスペシャル 白い影 その物語のはじまりと命の記憶（2003年1月、TBS） - 居酒屋の大将 役
- タイムリミット（2003年6月、TBS）
- はぐれ刑事純情派（テレビ朝日）
  - 第15シリーズ 第5話（2002年5月1日） ‐ 村野考夫 役
  - 第16シリーズ 最終回スペシャル（2003年9月17日） ‐ 竹内部長刑事 役
- 世界の中心で、愛をさけぶ（2004年） - たこ焼き屋「たこやきパパさん」店主 役
- 年の差カップル刑事3（2004年、フジテレビ）
- 土曜ワイド劇場 「美人三姉妹の推理旅行」（2004年 - 2007年） - 島袋貫太郎 役
- 幸せになりたい!（2005年）
- H2〜君といた日々（2005年）
- ざこ検事 潮貞志の事件簿3（2005年） - 大園刑事 役
- 湯けむりウォーズ〜女将になります〜（2005年） - 板長 役
- 白夜行（2006年） - 居酒屋「島崎」の店長 役
- 新キッズウォー2（2006年）
- 農家の嫁は弁護士!神谷純子のふるさと事件簿3（2006年8月30日）
- 嫌われ松子の一生（2006年）
- 華麗なる一族（2007年、TBS） - 阪神銀行支店長 役
- 砂時計（2007年）
- ロス:タイム:ライフ 第8話（2008年、フジテレビ）
- みこん六姉妹2 第8話（2008年、TBS）
- キミ犯人じゃないよね? 第5話（2008年5月、テレビ朝日）
- 仮面ライダーディケイド（2009年、テレビ朝日） - G3ユニット班の刑事 役
- 小公女セイラ 第10話（2009年12月、TBS）
- ドラマ10・八日目の蝉 第3話（2010年4月、NHK） - 少女の父親 役
- 土曜時代劇・まっつぐ〜鎌倉河岸捕物控〜 第6話（2010年6月、NHK） - 権造 役
- 美しい隣人 （2011年、関西テレビ）
- ランナウェイ〜愛する君のために（2011年、TBS） - 佐々岡雅之 役
- 金田一耕助VS明智小五郎ふたたび（2014年9月、フジテレビ） - 町山 役
- 警視庁ゼロ係〜生活安全課なんでも相談室〜 第6話（2016年2月19日、テレビ東京） - 徳丸孝則 役
- 月曜名作劇場 「十津川警部シリーズ (内藤剛志)3」（2017年） - 香田重信 役
- 直撃!シンソウ坂上 「三菱銀行人質事件」（2018年4月19日、フジテレビ） ‐三菱銀行 北畠支店次長 長岡覚（仮名） 役
- 誘拐法廷〜セブンデイズ〜（2018年） ‐ 隅田所長 役
- 警視庁捜査資料管理室 (仮)（2019年） ‐ 小守泰次郎 役
- 大富豪同心（2019年） - 火男ノ禄太郎 役
- 科捜研の女 SEASON19 第15話（2019年8月29日、テレビ朝日） - 三島忠之 役
- 課長バカ一代（2020年1月12日 - 2020年3月22日、BS12 トゥエルビ） - 井上武治 役

### 映画
- ゴルフ夜明け前（1987年）[1]
- ダウンタウン・ヒーローズ（1988年）
- 男はつらいよシリーズ
  - 男はつらいよ 寅次郎心の旅路（1989年）[1]
  - 男はつらいよ 寅次郎の告白（1991年）
- ゴジラシリーズ
  - ゴジラvsビオランテ（1989年） - スーパーX2整備長 役[1][2]
  - ゴジラvsメカゴジラ（1993年） - 今井博司 役[2]
- マイフェニックス（1989年）
- さらば愛しのやくざ（1990年）
- 満月 MR.MOONLIGHT（1991年）
- ミンボーの女（1992年）
- ばっくれ（1995年）
- きけ、わだつみの声（1995年）
- 義務と演技（1997年）
- 吸血温泉にようこそ（1997年)
- デボラがライバル（1997年）
- 激しい季節（1998年）
- 新・第三の極道7 劇場版（1998年） - 藤堂組系剣勇会若頭 竹之内シロウ 役
- スペーストラベラーズ（2000年）
- ジュブナイル（2000年） - ボイド人（声）、リファレンスパフォーマー 役
- サトラレ sato;ra-re TRIBUTE to a SAD GENIUS（2001年）
- 実録・安藤組外伝 餓狼の掟（2002年）
- デコトラの鷲シリーズ
  - デコトラの鷲 祭りばやし（2003年）
  - デコトラの鷲 其の弐 会津・喜多方・人情街道！（2004年）
  - デコトラの鷲 其の参 恋の花咲く清水港（2005年）
  - デコトラの鷲 其の四 愛と涙の男鹿半島（2006年）
  - デコトラの鷲 其の五 火の国熊本親子特急便（2008年）
- 海猫（2004年）
- バルトの楽園（2006年）
- 感染列島（2009年）
- 踊る大捜査線 THE FINAL 新たなる希望（2012年）
- いきなり先生になったボクが彼女に恋をした（2016年）

### Webドラマ
- ガンダムビルドリアル（2021年） - 清水拓司 役[3]

### Vシネマ
- 民事介入暴力 非合法領域3（2004年） - ビーナス金融

### 舞台
- それいけ 小劇場!! -go go mini theater!!（1998年）

### CM
- フジカラー（1991年 - 1998年）七福神シリーズ 毘沙門天